# Emile Habibi
Emile Habibi (in arabo إميل حبيبي‎?; Haifa, 28 gennaio 1922 – Nazareth, 2 maggio 1996) è stato uno scrittore e politico palestinese con cittadinanza israeliana; esponente di spicco del Partito Comunista di Israele, fu uno dei massimi rappresentanti della letteratura araba in Israele.

## Biografia
Nato a Haifa da famiglia palestinese cristiana di confessione anglicana, si attivò nel Partito Comunista della Palestina. La famiglia scampò all'esodo palestinese del 1948 e negli anni successivi Habibi contribuì a fondare il Partito Comunista di Israele, divenendo animatore dell'ala più antisionista. Fu eletto parlamentare nella Knesset e diresse il più grande quotidiano israeliano di lingua araba, al-Ittiḥād ("L'Unione") dal 1948 al 1990.
Col tempo e man mano che venivano pubblicati i suoi lavori letterari (Peccati dimenticati, tetro resoconto del ritorno di un palestinese nella sua città natale; Soraya figlia dell'orco, sulla ricomparsa d'una barbarie è il pretesto per l'esplorazione d'un esilio interiore; Le avventure straordinarie di Saʿīd il pessottimista, piccola cronaca dell'assurdità quotidiana), la personalità controversa di Habibi si sfuma in favore della figura dello scrittore innovatore e audace, cui resterà per sempre legato il personaggio di Saʿīd "il pessottimista" , che passa senza posa dall'ottimismo al pessimismo, seguendo in qualche modo il modello classico già prefigurato dal Candide di Voltaire.

## Premi letterari
Nel 1990 ha ricevuto il Premio al-Quds dall'OLP.
Nel 1992 ha ricevuto il Premio Israele per il suo contributo alla letteratura araba. In seguito, molti intellettuali arabi lo accusarono di legittimare quelle che ritenevano essere politiche "anti-arabe" di Israele. Habibi rispose alle accuse: "Un dialogo di premi è meglio di un dialogo di pietre e pallottole. È un riconoscimento indiretto degli arabi israeliani in quanto nazione. È il riconoscimento di una cultura nazionale. Aiuterà la popolazione araba nella sua lotta per riavere le sue radici e ottenere uguali diritti".